# Territorio della Val d'Adige
Il Territorio della Val d'Adige è un territorio per la gestione in forma associata di funzioni amministrative e servizi, tramite convenzione, tra quattro comuni della Provincia autonoma di Trento di 121 556 abitanti con capoluogo Trento. Il territorio è stato istituito assieme alle comunità di valle ma non ha istituzioni proprie.
I comuni compresi nel territorio sono: Trento, Aldeno, Cimone e Garniga Terme.

## Comuni appartenenti
I comuni appartenenti sono 4.
- Popolazione: dati ISTAT aggiornati al 1º gennaio 2010
- Superficie: dati espressi in Chilometri quadrati (km²)
- Altitudine: dati espressi in Metri sul livello del mare (m s.l.m.)

| Stemma | Comune        | Popolazione | Superficie | Altitudine |
| ------ | ------------- | ----------- | ---------- | ---------- |
|        | Aldeno        | 3.190       | 8,97       | 212        |
|        | Cimone        | 719         | 9,81       | 540        |
|        | Garniga Terme | 390         | 13,13      | 850        |
|        | Trento        | 118.052     | 157,88     | 194        |